# Френчглен
Френчглен (англ. Frenchglen) — невключённая территория, расположенная в округе Харни штата Орегон, США. Расположен в 97 км к югу от Бернса на автодороге Oregon Route 205. Френчглен находится рядом с горами Стинс и Национальным природным резерватом Малур. 
Исторический Отель Френчглен, построенный в 1917 году, входит в Национальный реестр исторических мест США. Кроме отеля с рестораном во Френчглене имеется школа с двумя классами, магазин с заправочной станцией.

## История
Поселение названо по скотоводческой компании French-Glenn Livestock Company, основанной Хью Дж. Гленом (1824 – 1883) и позже руководимой его тестем Питером Френчем (1849 – 1897). Компания построила здесь штаб-квартиру в 1872 году. Почтовое отделение получило это название после появления во Френчглене.

## Образование
В поселении имеется начальная школа, появившаяся в 1927 году. Френчглен относится к высшей школе Крейна.

## Галерея

Френчглен
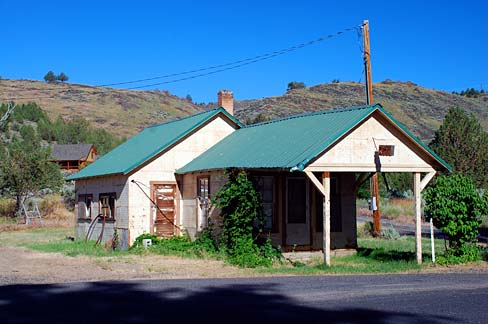
Старый дом во Френчглене
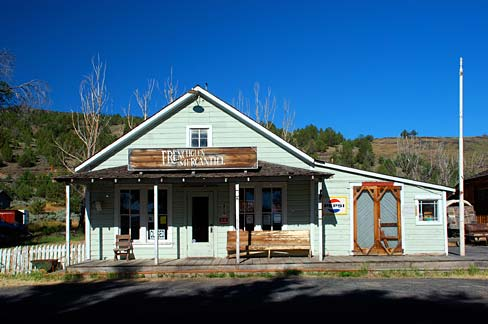
Магазин
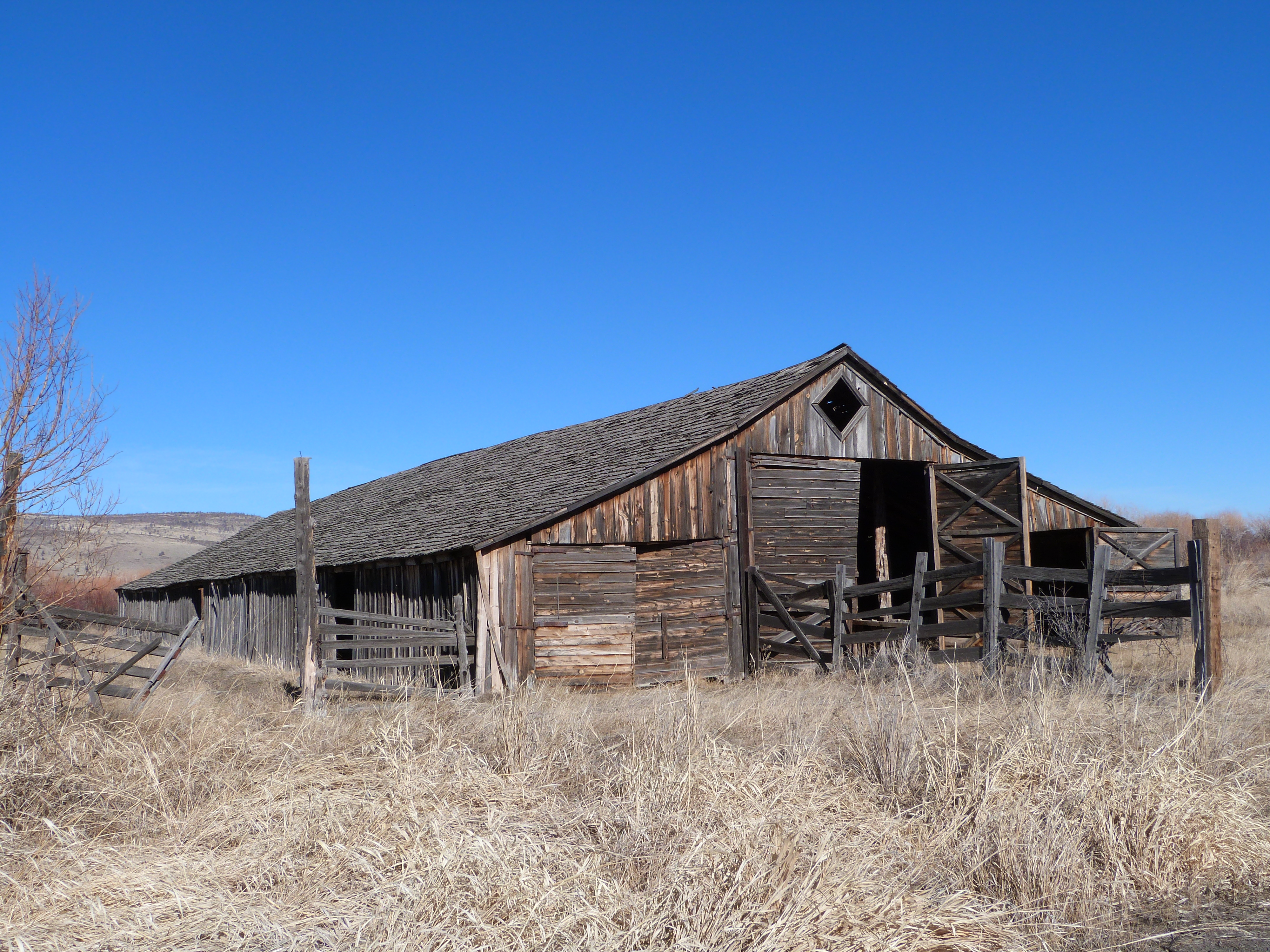
Ранчо